# Gaku Shibasaki
Gaku Shibasaki (jap. 柴崎岳 Shibasaki Gaku; ur. 28 maja 1992 roku w Noheji) – japoński piłkarz, reprezentant kraju.

## Statystyki
| Reprezentacja Japonii | Reprezentacja Japonii | Reprezentacja Japonii | Reprezentacja Japonii |
| Rok                   | Mecze                 | Gole                  |                       |
| --------------------- | --------------------- | --------------------- | --------------------- |
| 2014                  | 4                     | 1                     |                       |
| 2015                  | 9                     | 2                     |                       |
| 2017                  | 1                     | 0                     |                       |
| Razem                 | 14                    | 3                     |                       |

## Osiągnięcia
- Puchar J-League: 2011, 2012